# Saunay
Saunay és un municipi francès, situat al departament de l'Indre i Loira i a la regió de Centre – Vall del Loira. L'any 2007 tenia 636 habitants.

## Demografia

### Població
El 2007 la població de fet de Saunay era de 636 persones. Hi havia 237 famílies, de les quals 48 eren unipersonals (12 homes vivint sols i 36 dones vivint soles), 80 parelles sense fills, 101 parelles amb fills i 8 famílies monoparentals amb fills.
La població ha evolucionat segons el següent gràfic:
Habitants censats

### Habitatges
El 2007 hi havia 261 habitatges, 234 eren l'habitatge principal de la família, 14 eren segones residències i 12 estaven desocupats. 258 eren cases i 1 era un apartament. Dels 234 habitatges principals, 192 estaven ocupats pels seus propietaris, 38 estaven llogats i ocupats pels llogaters i 4 estaven cedits a títol gratuït; 13 tenien dues cambres, 39 en tenien tres, 56 en tenien quatre i 126 en tenien cinc o més. 186 habitatges disposaven pel capbaix d'una plaça de pàrquing. A 81 habitatges hi havia un automòbil i a 135 n'hi havia dos o més.

### Piràmide de població
La piràmide de població per edats i sexe el 2009 era:
| Homes | Edats   | Dones |
| ----- | ------- | ----- |
| 0     | 95 o +  | 0     |
| 0     | 90 a 94 | 4     |
| 4     | 85 a 89 | 0     |
| 8     | 80 a 84 | 4     |
| 4     | 75 a 79 | 12    |
| 16    | 70 a 74 | 16    |
| 12    | 65 a 69 | 8     |
| 20    | 60 a 64 | 12    |
| 8     | 55 a 59 | 16    |
| 8     | 50 a 54 | 8     |
| 24    | 45 a 49 | 12    |
| 28    | 40 a 44 | 24    |
| 16    | 35 a 39 | 16    |
| 16    | 30 a 34 | 16    |
| 28    | 25 a 29 | 28    |
| 4     | 20 a 24 | 4     |
| 24    | 15 a 19 | 12    |
| 20    | 10 a 14 | 20    |
| 16    | 5 a 9   | 12    |
| 12    | 0 a 4   | 8     |

## Economia
El 2007 la població en edat de treballar era de 403 persones, 321 eren actives i 82 eren inactives. De les 321 persones actives 296 estaven ocupades (160 homes i 136 dones) i 25 estaven aturades (10 homes i 15 dones). De les 82 persones inactives 28 estaven jubilades, 32 estaven estudiant i 22 estaven classificades com a «altres inactius».

### Ingressos
El 2009 a Saunay hi havia 247 unitats fiscals que integraven 684 persones, la mediana anual d'ingressos fiscals per persona era de 18.145 €.

### Activitats econòmiques
Dels 13 establiments que hi havia el 2007, 1 era d'una empresa de fabricació de material elèctric, 1 d'una empresa de fabricació d'altres productes industrials, 3 d'empreses de construcció, 3 d'empreses de comerç i reparació d'automòbils, 3 d'empreses de serveis, 1 d'una entitat de l'administració pública i 1 d'una empresa classificada com a «altres activitats de serveis».
Dels 2 establiments de servei als particulars que hi havia el 2009, 1 era una fusteria i 1 lampisteria.
L'any 2000 a Saunay hi havia 15 explotacions agrícoles que ocupaven un total de 960 hectàrees.

## Equipaments sanitaris i escolars
El 2009 hi havia una escola elemental.

## Poblacions més properes
El següent diagrama mostra les poblacions més properes.